# Chondrina arigonis
Chondrina arigonis is een slakkensoort uit de familie van de Chondrinidae. De wetenschappelijke naam van de soort is voor het eerst geldig gepubliceerd in 1859 door Rossmassler.